# Опуво
Опуво (на английски: Opuwo, предишно име Охопохо, Ohopoho) е град в северозападна Намибия. Административен център на регион Кунене.
Населението му е 7657 души (по данни от 2011 г.). Намира се на 720 км на север от столицата Виндхук.
Около града е разположена база на южноафриканските военновъздушни сили, построена по време на войната за независимост на Намибия. Името „Опуво“ на местните езици означава „краят“, тъй като градът се намира в една от най-пустите части на страната. Това е причината селището да е крайъгълен камък в туристическия отрасъл на Намибия.
Разстоянието от единия до другия край на града е около 2 – 3 км. В Опуво има църква, бензиностанция и няколко магазина за хранителни стоки. Има малък пазар, където се продава и местната бира – маханго, която се прави от просо.